# شورای دفاع بریتانیا
شورای دفاع بریتانیا (انگلیسی: Defence Council of the United Kingdom) بالاترین نهاد رسمی حاکم بر نیروهای مسلح بریتانیا است که مسئولیت و اختیارات «فرماندهی و اداره» نیروهای مسلح، توسط پادشاه به‌عنوان فرمانده کل نیروهای مسلح بریتانیا، به آن واگذار شده است.
این شورا توسط «قانون انتقال وظایف دفاعی ۱۹۶۴» تأسیس شد که شورای دفاع را تأسیس کرد و مسئولیت‌ها و اختیارات تفویض شده از ادارات جداگانه قبلی که نیروهای مسلح را قبل از سال ۱۹۶۴ مدیریت می‌کردند، به آن واگذار کرد.
شورای دفاع شامل هیئت دفاع و کمیته اصلی آن، همچنین هیئت دریاسالاری، هیئت ارتش و هیئت نیروی هوایی است. هیئت دفاع توسط وزیر دفاع بریتانیا، ریاست می‌شود.